# Kai Melcher
Kai Melcher (* 1. Januar 1971 in Magdeburg) ist ein ehemaliger deutscher Radrennfahrer und Weltmeister im Radsport.

## Sportliche Laufbahn
Melcher war Mitglied im Verein SC Dynamo Berlin, als er 1988 den größten Erfolg seiner sportlichen Karriere feiern konnte. Bei den UCI-Junioren-Bahnweltmeisterschaften in Dänemark  gewann er die Goldmedaille im 1000-Meter-Zeitfahren. Ein Jahr später in Moskau gewann er Bronze (Silber ging an Tom Steels, der später ein erfolgreicher Profi wurde).  Der dritte Platz bei den DDR-Hallenmeisterschaften 1988 blieb seine beste Platzierung in der Männerklasse. 
In den folgenden Jahren konnte er trotz einiger Siege in Bahnrennen nicht mehr an die großen Erfolge als Junior anknüpfen.